# Перша напівсередня вага в боксі
Перша напівсередня вага (англ. light welterweight, англ. super lightweight або англ. junior welterweight) — вагова категорія у боксі. У професійному боксі в цій категорії виступають боксери до 63,5 кг.(140 фунтів).

## Чемпіони
Чоловіки
Дані станом на червень 2025
| Організація | Дата здобуття  | Чемпіон             | Рекорд       | Захисти |
| ----------- | -------------- | ------------------- | ------------ | ------- |
| WBA         | 1 березня 2025 | Гері Антуан Расселл | 18–1 (17 KO) | 0       |
| WBC         | 12 липня 2025  | Сабріель Матіас     | 23-2 (22 КО) | 0       |
| IBF         | 7 грудня 2024  | Річардсон Гітчинс   | 20-0 (8 КО)  | 1       |
| WBO         | 10 червня 2023 | Теофімо Лопес       | 22-1 (13 KO) | 3       |

Жінки
| Організація | Дата здобуття     | Чемпіон         | Рекорд        | Захисти |
| ----------- | ----------------- | --------------- | ------------- | ------- |
| WBA         | 6 листопада 2020  | Калі Реїс       | 19-7-1 (5 KO) |         |
| WBC         | 4 жовтня 2020     | Шантель Кемерон | 15-0 (8 KO)   |         |
| IBF         | 30 жовтня 2021    | Шантель Кемерон | 15-0 (8 KO)   |         |
| WBO         | 19 листопада 2021 | Калі Реїс       | 19-7-1 (5 KO) |         |

### Рейтинги

#### The Ring
Станом на 9 березня 2025.
Легенда:
 Ч  Чинний чемпіон світу за версію журналу The Ring
| Ранг | Ім'я                | Рекорд (W–L–D)   | Титул(и) |
| ---- | ------------------- | ---------------- | -------- |
| Ч    | Теофімо Лопес       | 21–1 (13 KO)     | WBO      |
| 1    | Девін Хейні         | 31-0-0–1 (15 KO) |          |
| 2    | Річардсон Гітчинс   | 19–0 (7 KO)      | IBF      |
| 3    | Арнольд Барбоза     | 32–0 (11 KO)     |          |
| 4    | Альберто Пуельйо    | 24–0 (10 KO)     | WBC      |
| 5    | Джек Кеттеролл      | 30–2 (13 KO)     |          |
| 6    | Ліам Паро           | 25–1 (15 KO)     |          |
| 7    | Сабріель Матіас     | 22–2 (22 KO)     |          |
| 8    | Гері Антуан Расселл | 18–1 (17 KO)     | WBA      |
| 9    | Сандор Мартін       | 42–4 (15 KO)     |          |
| 10   | Джош Тейлор         | 19–2 (13 KO)     |          |

#### BoxRec
Станом на 22 серпня 2022.
| Ранг | Name                 | Рекорд (W–L–D) | Титул(и) |
| ---- | -------------------- | -------------- | -------- |
| 1    | Джош Тейлор          | 19–0 (13 KO)   | WBO      |
| 2    | Хосе Рамірес         | 27–1 (17 KO)   |          |
| 3    | Теофімо Лопес        | 17–1 (13 KO)   |          |
| 4    | Джек Каттеролл       | 26–1 (13 KO)   |          |
| 5    | Сандор Мартін        | 40–2 (13 KO)   |          |
| 6    | Гарі Антуан Расселл  | 16–0 (16 KO)   |          |
| 7    | Реджис Прогрейс      | 27–1 (23 KO)   |          |
| 8    | Хосе Сепеда          | 35–2 (27 KO)   |          |
| 9    | Раян Гарсія          | 23–0 (19 KO)   |          |
| 10   | Арнольд Барбоза мол. | 27–0 (10 KO)   |          |
| 11   | Сабріель Матіас      | 18–1 (18 KO)   |          |

## Олімпійські чемпіони
- 1952:  Чарльз Едкінс
- 1956:  Володимир Єнгібарян
- 1960:  Богуміл Немечек
- 1964:  Єжи Кулей
- 1968:  Єжи Кулей
- 1972:  Рей Шугар
- 1976:  Рей Леонард
- 1980:  Патриціо Оліва
- 1984:  Джеррі Пейдж
- 1988:  В'ячеслав Яновський
- 1992:  Ектор Вінент
- 1996:  Ектор Вінент
- 2000:  Мухаммадкадир Абдулаєв
- 2004:  Манус Бунжумнонг
- 2008:  Фелікс Діас
- 2012:  Роніель Іглесіас
- 2016:  Фазліддін Гаїбназаров